# Datation iode-xénon
La datation iode-xénon est une méthode de radiodatation qui repose sur la radioactivité éteinte de l'isotope 129 de l'iode dont la demi-vie est d'environ 16 × 106 ans et qui se désintègre en xénon 129. La méthode est utilisée pour déterminer non pas un âge mais une durée de formation, notamment pour les météorites,.

## Principe
L'iode est un élément monoisotopique et mononucléidique, représenté dans la nature uniquement sous forme d'iode 127. Cependant la nébuleuse protosolaire contenait également de l'iode 129 radioactif, réparti de façon homogène avec l'iode 127; la valeur de ce rapport isotopique peut être estimée grossièrement par des modèles astrophysiques de nucléosynthèse. Lors de la formation d'un astéroïde, celui-ci accumule une certaine quantité d'iode 129 qui ne fait plus que diminuer sous l'effet de la décroissance radioactive après la fermeture du système. Dès lors au fur et à mesure de la disparition de l'iode, apparaît une quantité excédentaire de xénon 129. En comparant les écarts de rapports isotopiques du xénon 129 entre différents corps du système solaire, il est ainsi possible de déterminer que certains se sont formés avant la disparition totale d'iode radioactif (soit moins de 80 millions d'années après le dernier apport d'iode 129) et de calculer les durées séparant leurs dates de formation pour obtenir une chronologie relative.

## Histoire
Cette méthode de datation a été proposée pour la première fois en 1959. Elle a été utilisée dès 1970 à la datation relative de plusieurs chondrites pour montrer que leur accrétion n'avait pas duré plus de quelques millions d'années, puis à l'étude de la Terre elle-même. Elle a également permis de montrer au début des années 80 que le manteau terrestre n'est pas beaucoup plus vieux que les météorites.